# Joaquín Sisó Cruellas
Joaquín Sisó Cruellas (Fraga, Huesca, 5 de junio de 1931) es un político español, diputado del Congreso de los Diputados y del Parlamento Europeo.

## Biografía
Se doctoró en arquitectura y en ingeniería forestal. Durando el franquismo obtuvo una plaza de funcionario en el Ministerio de Agricultura, aunque trabajó como jefe de sección en la Dirección General de Planificación del Ministerio de Economía y Comercio.
Durante la transición democrática ingresó en Alianza Popular (después Partido Popular), partido con el que fue elegido diputado por la provincia de Huesca en las elecciones generales de 1982 y 1986. De 1986 a 1989 fue secretario segundo de la Comisión de Industria, Obras Públicas y Servicios del Congreso de los Diputados. Fue elegido diputado en las elecciones al Parlamento Europeo de 1989 y 1994, y de 1994 a 1997 fue vicepresidente de la Delegación para las relaciones con la República Popular de la China del Parlamento Europeo, y de 1997 a 1999 vicepresidente de la Comisión de Transportes y Turismo.